# Cristóforo Colombo
Cristóforo Colombo és una òpera en dos actes composta per Ramon Carnicer sobre un llibret italià de Felice Romani. S'estrenà al Teatro del Príncipe de Madrid el 12 de gener de 1831.